# Kruticha
Kruticha (ros. Крутиха) – wieś na terenie wchodzącego w skład Rosji syberyjskiego Kraju Ałtajskiego.
Miejscowość położona jest w odległości ok. 230 km od stolicy kraju – miasta Barnauł i jest ośrodkiem administracyjnym rejonu krutichińskiego.